# Wings of War (game)
Wings of War là tên một game hành động trên không(điều khiển máy bay) do Silver Wish Games thiết kế-phát triển và phát hành bởi Gathering of Developers.Game cho người chơi nhập vai một phi công vào thời thế chiến I.Người chơi sẽ theo phe Royal Air Force(phe Đồng Minh) đối đầu với lực lượng Luftwaffe(phe Liên Minh).Trò chơi thể hiện được các phong cách nhào lộn trên không, rượt theo máy bay địch và cho phép người chơi trang bị thêm tên lửa để tiêu diệt kẻ thù dễ hơn.

## Cách chơi
Sau khi người chơi tạo nhân vật, trò chơi sẽ đưa ra nhiều điều chỉnh và nhiệm vụ cho người chơi(bao gồm 2 phần chơi:chiến dịch và cấp tốc).Trong phần chơi chiến dịch, người chơi sẽ điều khiển các loại máy bay như máy bay ném bom, tiêm kích, do thám...để đánh địch và tăng số điểm của mình bằng cách hạ máy bay địch.Trong phần chơi cấp tốc, người chơi sẽ có dịp đọ sức với các máy bay địch, trang bị thêm vũ khí và ghi điểm trong mỗi lần bắn trúng.